# PRADA Phone by LG
PRADA Phone by LG（プラダフォン バイ エルジー）は、ファッションブランドのプラダとLGエレクトロニクスが共同開発した携帯電話のブランド。初代KE850をベースに開発された、日本市場向けモデルはL852i・L-02Dを参照。

## 概要
2006年12月に、初代モデルKE850が発表。その時はLG電子（当時）の機種として発表され、プラダブランドは被せられていなかった。2007年1月18日に、The PRADA Phone by LGとして2007年2月下旬以降、ヨーロッパ・アジアにて順次発売される事が発表された。販売形態として、発売地域の携帯電話販売店及び一部のプラダ販売店での販売となった。
端末の特徴として、3.0インチの全面フルタッチスクリーンを採用。スタイラスは付属せず基本は指での操作とされ、ミュージックプレーヤーや動画再生などのマルチメディア機能や、ExcelやWordファイルをドキュメントビューアで見ることができる。900/1800/1900MHzのGSMトライバンド対応。
販売価格は600ユーロ（当時の日本円で90000円）以上とされた。
2008年5月8日、日本市場向けモデルFOMA L852iが、NTTドコモより発売される事が発表。6月2日より販売開始された。L852iでは、FOMA（W-CDMA）への対応及びGSMの非対応。iモードやiアプリへの対応。また、テレビ電話用の30万画素CMOSサブカメラが付けられた。日本市場では、プラダ販売店では販売されない。
日本市場向けモデルの発売までに40ヵ国、80万台を発売したとLGエレクトロニクスが発表した。
2008年11月には2代目PRADA PhoneのLG-KF900をヨーロッパで発売する事を発表した。2代目はフルキーボードを備える端末で、音声通話は850/900/1800/1900MHzのGSMやW-CDMAに対応。また、腕時計形のPRADA Link（LG-LBA-T950）も同時に発表され、Bluetoothで接続することで、本体を取り出すことなく、電話やメールチェック、電池の残量チェックなどを行う事が出来る。本体の販売価格は600ユーロ（当時の日本円で72000円）で、PRADA Linkは299ユーロ（当時の日本円で36000円）とされた参考。
2011年12月15日にLGエレクトロニクスとプラダが改めて独占的な提携を締結するとともに3代目PRADA phoneのPRADA phone by LG 3.0を2012年初頭に発売すると発表した。シリーズ初となるAndroid(Android 2.3)搭載モデルとなる。また、日本国内でもNTTドコモからL-02Dという名称で発売される。

## これまでに発売された機種
- 日本以外の各国で発売されている
  - LG Prada KE850
  - LG Prada II KF900
  - Prada Phone By LG 3.0 LG-P940、LG-P940h、LG-SU540
- 韓国市場向けモデル
  - LG Prada SB310
  - Prada Phone By LG 3.0 LG-KU5400
- 日本市場向けモデル
  - PRADA phone by LG L852i - フィーチャーフォン
  - PRADA phone by LG L-02D - スマートフォン・docomo with series

## これまでに初代PRADA Phoneが発売された国・地域
2007年1月のプレスリリースを参考に作成
| 販売国       | キャリア               | 販売時期      |
| ------------ | ---------------------- | ------------- |
| 英国         |                        | 2007年2月下旬 |
| フランス     |                        | 2007年2月下旬 |
| ドイツ       |                        | 2007年2月下旬 |
| イタリア     |                        | 2007年2月下旬 |
| 香港         |                        | 2007年3月下旬 |
| 台湾         |                        | 2007年3月下旬 |
| シンガポール |                        | 2007年3月下旬 |
| 韓国         |                        | 2007年9月     |
| アメリカ     | AT&Tモビリティ         | 2008年5月     |
| 日本         | NTTドコモ              | 2008年6月     |
| アメリカ     | ベライゾン・ワイヤレス | 2008年夏      |

## 参考・外部リンク
- The PRADA phone by LG
- LG Japan プレスリリース 世界市場での販売について
- LG Japan プレスリリース 日本市場での販売について